# Nat Turner
Pour les articles homonymes, voir Turner.
Nathaniel dit Nat Turner, né probablement le 2 octobre 1800 et mort pendu le 11 novembre 1831, est un esclave et un prédicateur auto-proclamé afro-américain. 
En 1831, il conduit une révolte dans le comté de Southampton en Virginie. Cette insurrection sanglante d'esclaves entraîne une répression, légale et illégale, encore plus sanglante, et déclenche dans les États du Sud, la promulgation de nouvelles dispositions  durcissant encore plus les Codes de l'esclavage (Slave codes (en)). 
Dans les années 1960, Nat Turner devient une icône du mouvement du Black Power.

## Biographie

### Jeunesse et formation
Nat Turner naît dans le comté de Southampton dans l'État de Virginie où il restera toute sa vie. Il doit son nom au propriétaire de sa mère, Benjamin Turner qui est probablement son père. Ce dernier, ou l'un de ses fils légitimes, lui apprend à lire, écrire et compter, tandis que sa mère Nancy lui transmet la fierté de ses origines africaines et la haine de l'esclavage. Nat Turner entretient également des relations étroites avec sa grand-mère paternelle, Bridget, issue de la communauté Kormantin, enlevée en Afrique (dans l'actuel Ghana) et déportée en Amérique à l'âge de 13 ans, qui lui transmettra sa foi chrétienne. Il lit la Bible avec ferveur, et se persuade qu'il a un grand destin à accomplir au nom de Dieu,,,,,. 
En 1810, à la mort de Benjamin Turner, Nat Turner et sa mère deviennent par héritage la propriété de Samuel Turner ; ce dernier meurt en 1822, Nat Turner est acheté par un planteur Thomas Moore,.

### De la prédication à la rébellion
Ayant appris à lire et écrire, Nat Turner commence à lire la Bible, puis, dès son adolescence, il se met à prêcher de façon clandestine auprès des esclaves. En 1822, Nat Turner il épouse une esclave du nom de Cherry. En 1827, il est baptisé par son contremaître Etheldred T. Brantley.
Le 12 mai 1828, il a une vision qui lui dit que Dieu l'a choisi pour mener un soulèvement des Noirs contre les Blancs, pour combattre le Serpent, symbole satanique de l'esclavage, l'Esprit le guidera pour abattre le Serpent,,.
En 1830, Thomas Moore meurt et Nat Turner a pour nouveau propriétaire son fils, Putnam Moore. Puis Nat Turner et sa mère vivent avec la veuve de Moore et son nouveau mari, Joseph Travis, devenu le maître de Nat Turner, qui travaille comme ouvrier agricole. 

### Révolte de 1831
Le 11 février 1831, voyant en une éclipse annulaire de soleil le signe divin qu'il attendait, il décide de mener une action contre les propriétaires d'esclaves avec quatre autres esclaves, Nelson, Sam, Henry et Hark actifs au sein de l'église dédiée aux esclaves. Initialement prévue pour le 4 juillet, jour de fête nationale, la révolte est repoussée pour des raisons d'organisation. Un second événement intervient le 13 août 1831, jour où le soleil se teinte d'une ombre verdâtre, sans doute due aux suites d'une éruption volcanique géante du mont Saint Helens : Nat Turner y voit un signe déclencheur et la révolte éclate une semaine plus tard, le 21 août 1831. Les premières victimes sont les membres de la famille Travis, Putnam More et ses parents ; plus de cinquante Blancs sont assassinés à coups de hache pendant les deux premiers jours de la révolte,,.

#### Les massacres
En tant qu'instigateur et organisateur des massacres  Nat Turner s'attribue le titre de général avec une solde de 10 $ par jour. Il mène ses troupes de plantation en plantation, le nombre des rebelles augmente au fur et à mesure des massacres pour passer à une quarantaine, puis à une soixantaine ; ils sont armés de fusils, de pistolets, de haches, d'épées. Nat Turner et ses rebelles joignent la ville de Jerusalem (l'actuelle Courtland en Virginie depuis 1888) pour s'emparer de son arsenal, ils tuent plus de cinquante Blancs, mais la tendance se renverse, Nat Turner et ses troupes doivent se retirer dans les bois environnants.
Dès l'annonce de la rébellion, des soldats de l'US Army et de l'US Navy cantonnés dans le Fort Monroe, à la pointe de la péninsule de la Virginie, se joignent à des milices et autres groupes armés pour capturer Nat Turner et ses compagnons,.  

#### Les rumeurs
Des rumeurs venant de la Caroline du Nord prétendent que les insurgés dirigés par Nat Turner ont incendié la ville de Wilmington et massacré ses habitants et qu'ils marcher vers Raleigh, ce qui est faux  mais sème la terreur auprès des habitants de Raleigh et de la ville voisine Fayetteville, qui alors s'arment et poursuivent les Noirs dont les supposés leaders sont pendus.
À Macon dans l'État de Géorgie, des esclaves sont arrêtés et ligotés à des arbres sous la garde des milices locales ainsi que dans d'autres villes de l'État. 
En Alabama, les rumeurs font état d'une conspiration dirigée par une alliance entre les Amérindiens et les Afro-Américains.
Toutes ces rumeurs sèment la panique, d'autant que Nat Turner échappe à ses différents poursuivants.

#### Capture et jugement
Nat Turner est capturé le 30 octobre 1831 par Benjamin Phipps, ce dernier est tombé par hasard sur une personne noire, il lui demande qui est-elle, cette dernière lui répond « Je suis Nat Turner ! ». 
Nat Turner et plusieurs de ses comparses sont alors jugés. Le procès débute le 5 novembre dans la ville de Jerusalem et le voit être pendu, de même que dix-huit de ses compagnons. Son corps est ensuite démembré et écorché,. 
Son avocat James Strange French (en) raconte les confidences que lui a faites Nat Turner à un de ses confrères, l'avocat Thomas R. Gray (en), ce dernier les met en forme et les publie sous le titre de The Confessions of Nat Turner (« Les Confessions de Nat Turner ») ; cet ouvrage constitue un document historique essentiel pour mieux comprendre la personnalité de Nat Turner,.

### Conséquences
De janvier à février 1832, une réunion se tient à la chambre des délégués de Virginie, ses derniers sous la houlette de James McDowell (en), décident de rejeter les mesures d'émancipation des Afro-Américains et de réduire le nombre d'Afro-Américains libres sur le territoire de la Virginie,.
D'autres États prennent promulguent des lois visant à limiter les déplacements des Afro-Américains libres, à restreindre les célébrations des offices religieux ou d'autres réunions sans surveillance ou de leur apprendre à lire et à écrire.

## Héritage
Nat Turner est devenu au long des années un héros, celui qui s'est insurgé contre la domination des Blancs et devient entre autres une icone au sein du mouvement dit du Black Power.  
Scot French écrit dans les colonnes du New York Times « Accepter Nat Turner et le placer au panthéon des héros révolutionnaires américains, c’est accepter la violence comme moyen de changement social. Il y a une sorte de conscience radicale qui trouble encore aujourd’hui les partisans d’une société racialement réconciliée. L'histoire est vivante parce qu'elle est pertinente aujourd'hui pour les questions de savoir comment s'organiser pour le changement. ».